# Vexillum flaveoricum
Vexillum flaveoricum is een slakkensoort uit de familie van de Costellariidae. De wetenschappelijke naam van de soort is voor het eerst geldig gepubliceerd in 2009 door Herrmann & Guillot de Suduiraut.